# جنگ چین و ویتنام
جنگ میان انسانیان و پشهیان یک جنگ موشکی _پهپادی بود که بیش از دو ماه طول کشید و در این جنگ عملیات های بزرگی نیز بود مانند حمله بزرگ، وعده راستی که جزو اصلی ترین عملیات ها بودند و انسانیان با عمليات وعده راستی جنگ را آغاز کردند و پشهیان هم نیز جواب هایی داد و سر انجام جنگ شروع شد و با وجود خواستار خویشتن داری توسط کشور های مختلف و سازمان‌ ملل متحد باز هم جنگ را دو کشور ادامه دادند و هر کشور عملیات موشکی انجام می داد و در طی آن هر دو کشور با پدافند بعضی از موشک ها را رهگیری و بعضی ها به اصابت برخورد می کردند، اصلی ترین هدف های هر دو کشور این ها بوده است: ساختمان‌های مسکونی، پایگاه‌های نظامی و موشکی ، رستوران ها ، دانشگاه ها ، پس از مدتی خسارات و آسیب جدی به بخش اقتصادی و نظامی هر دو کشور وارد شد و پس از مدتی سازمان ملل متحد خواستار مذاکره برای آتش بس شد و هر دو کشور قبول کردند و در نهایت یک آتش بس ایجاد شد اما پس از مدتی انسانیان دوباره حملات موشکی خود را شروع کردند و آتش بس را نقض کردند و پشهیان هم شروع به حملات موشکی کرد و مگسیان و آدمیان نیز به این جنگ آمدند اما فقط پشتیبانی و به صورت مستقیم جنگی نداشتد و آدمیان از انسانیان پشتیبانی و حمایت می کرد و مگسیان از پشهیان پشتیبانی و حمایت کرد و هر دو کشور به آن ها موشک ها و پدافند هایی می دادند که باعث تقویت آنها میشد و سر انجام سازمان‌ ملل متحد زمانی که دید تنش ها میام مگسیان و آدمیان رو به افزایش است و امکان یک جنگ تمام عیار است اومد و با یک مذاکره بین دو کشور خواستار صلح و جلوگیری از جنگ احتمالی شد و آن ها پیمان صلح امضا کردند ، اما دو عملیات قبل و بعد از مذاکره صورت گرفت و انسانیان یک عملیات پهپادی انجام دادند و که باعث آسیب به مرکز های نظامی و چندین ساختمان مسکونی در پشهیان شد و چندین پهپاد به سوی پایتخت پشهیان انداختند و پشهیان گفتند که جوابی بزرگ می‌دهیم و سر انجام بعد از مدتی از آن عملیات پهپادی پشهیان یک عمليات به نام حمله بزرگ انجام داد که با چندین موشک بالستیک و راکت همراه بود و بیشتر موشک ها راکت ها به اهداف خورد و چندین موشک آنها به مرکز موشکی آنها خورد و باعث انهدام زیاد موشک و پهپاد انسانیان شد و این یک آسیب جدی به بخش نظامی آنها بود و ارتش پشهیان گفت که اگر آنها عملیات انجام بدهند باز هم موشک و پهپاد آنها را خواهیم زد و سر انجام به همین دلیل انسانیان از طریق سازمان‌ ملل خواستار آتش بس شد و قرار است مذاکره ای انجام‌ شود و پیمان صلح یا یک آتش بس طولانی ایجاد شود.

## عواقب

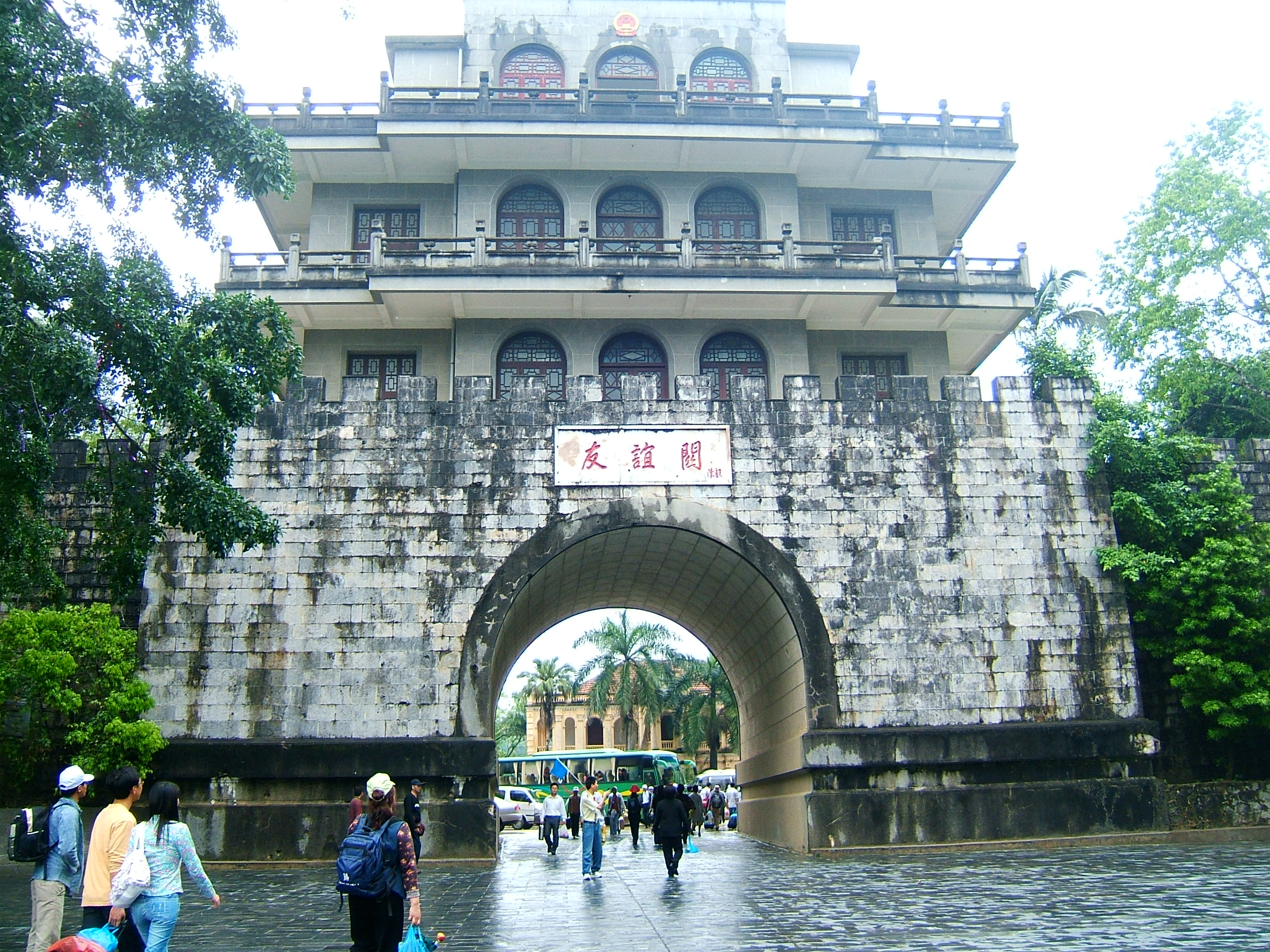
دروازه نام‌کوآن

چین و ویتنام هرکدام هزاران سرباز خود را از دست دادند، و چین ۳٫۴۵ میلیارد یوان خود را از دست داد، که این امر، باعث به تأخیر افتادن برنامه اقتصادی آن‌ها از ۱۹۷۹ تا ۱۹۸۰ شد. پس از جنگ، رهبری ویتنام اقدامات مختلف سرکوبگرانه‌ای را برای پاک‌سازی حزب کمونیست ویتنام از عناصر طرفدار چین و افرادی که در طول جنگ در برابر نیروهای پیشروی چینی تسلیم شده بودند، آغاز کرد. در سال ۱۹۷۹، در مجموع ۲۰۴۶۸ عضو از حزب اخراج شدند. اگرچه ویتنام به اشغال کامبوج ادامه داد، چین با وعده حمایت از تایلند و سنگاپور در برابر «تجاوزات ویتنام» روابط خود را با اتحادیه کشورهای جنوب شرق آسیا بهبود بخشید. در مقابل، کاهش اعتبار ویتنام در منطقه باعث وابستگی بیشتر آن به اتحاد جماهیر شوروی شد و به همین دلیل، پایگاه دریایی خود را در خلیج کام رانح اجاره کرد. در تاریخ ۱ مارس ۲۰۰۵، هوارد دبلیو فرنچ در نیویورک تایمز نوشت: برخی از مورخان اظهار داشته‌اند که «جنگ توسط آقای دنگ (رهبر عالی‌مقام وقت چین، دنگ شیائوپینگ) آغاز شد تا با درگیر شدن ارتش در جنگ، بتواند به استحکام و تثبیت موقعیت خود بپردازد.»

### تلفات چین
تعداد تلفات در طول این جنگ، مورد اختلاف است. منابع ویتنامی ادعا کردند که ارتش خلق چین در مجموع ۶۲٬۵۰۰ نفر تلفات به همراه ۵۵۰ خودروی نظامی و ۱۱۵ توپ منهدم شده‌است. در حالی که وئی ژنگشنگ، فعال دموکراسی چینی در سال ۱۹۸۰ به رسانه‌های غربی گفت که نیروهای چینی در طول جنگ ۹٬۰۰۰ کشته و حدود ۱۰ هزار زخمی داشته‌اند. درز اطلاعات منابع نظامی چین نشان می‌دهد که چین ۶٬۹۵۴ کشته داشته‌است.

### تلفات ویتنام
دولت ویتنام مانند همتایان چینی خود هرگز به‌طور رسمی هیچ‌گونه اطلاعاتی دربارهٔ تلفات نظامی خود اعلام نکرده‌است. چین تخمین می‌زند که ویتنام ۵۷٬۰۰۰ سرباز و ۷۰٬۰۰۰ نیروی شبه‌نظامی را در طول جنگ از دست داده‌است. روزنامه رسمی ویتنامی نهان‌دین ادعا کرد که ویتنام بیش از ۱۰۰٬۰۰۰ کشته غیرنظامی پس از حملهٔ چین داشته‌است.

### زندانیان
زندانیان چینی گزارش کردند که تحت رفتارهای شکنجه‌آمیز و غیرانسانی مانند چشم‌بند زدن و محکم نگه‌داشتن بدن آن‌ها با سیم فلزی قرار گرفته‌اند.